# Mari Konno
Mari Konno (18 de maio de 1980) é uma ex-basquetebolista profissional japonesa.

## Carreira
Mari Konno integrou a Seleção Japonesa de Basquetebol Feminino, em Atenas 2004, que terminou na décima posição.